# Léon Pradet-Balade
Pour les articles homonymes, voir Pradet-Balade.
Léon Pradet-Balade , né le 6 février 1863 à Saint-Palais (Pyrénées-Atlantiques) et décédé le 30 juin 1931 à Bayonne (Pyrénées-Atlantiques), est un homme politique français.

## Biographie
Fils de Jacques Pradet-Balade, ancien député des Basses-Pyrénées, il est avocat, à Bordeaux puis à Saint-Palais, puis avoué en 1888. Maire de Saint-Palais en 1892, conseiller général en 1895, il est député des Basses-Pyrénées de 1900 à 1914, inscrit au groupe des Républicains progressistes. 